# Gambøt
Gambøt er en fiskeri- og lystbådehavn på Thurø, beliggende i starten af nordsiden til indsejlingen til Thurø Bund, og lidt længere inde end Walsteds bådværft. 
|  | Denne artikel om en bygning eller et bygningsværk kan blive bedre, hvis der indsættes et (bedre) billede. Du kan hjælpe ved at afsøge Wikimedia Commons for et passende billede eller lægge et op på Wikimedia Commons med en af de tilladte licenser og indsætte det i artiklen. |

55°2′31″N 10°40′11″Ø / 55.04194°N 10.66972°Ø